# Land Rover Discovery Sport
O Land Rover Discovery Sport é um utilitário esportivo crossover de porte médio de luxo produzido pela empresa automotiva britânica Jaguar Land Rover desde 2014, sob sua marca Land Rover, e desde 2017 seu modelo mais vendido.
Introduzido no final de 2014, ele substitui o Freelander em uma gama de veículos Land Rover revisada, com o Discovery juntando Range Rover como uma submarca. Ao contrário do seu antecessor, o carro um pouco maior também está disponível em um layout de sete bancos.
O Discovery Sport pré-facelift é baseado na plataforma JLR D8/LR-MS, personalizado para aplicações off-road, e é alimentado por uma faixa de motores a gasolina e diesel de quatro cilindros. É o primeiro Discovery introduzido com uma estrutura monobloco.
O modelo com facelift é baseado na versão modificada da plataforma JLR D8/LR-MS, que é a plataforma JLR PTA, conforme usado pela Jaguar E-PACE e pela versão L551 do Range Rover Evoque.

## Facelift

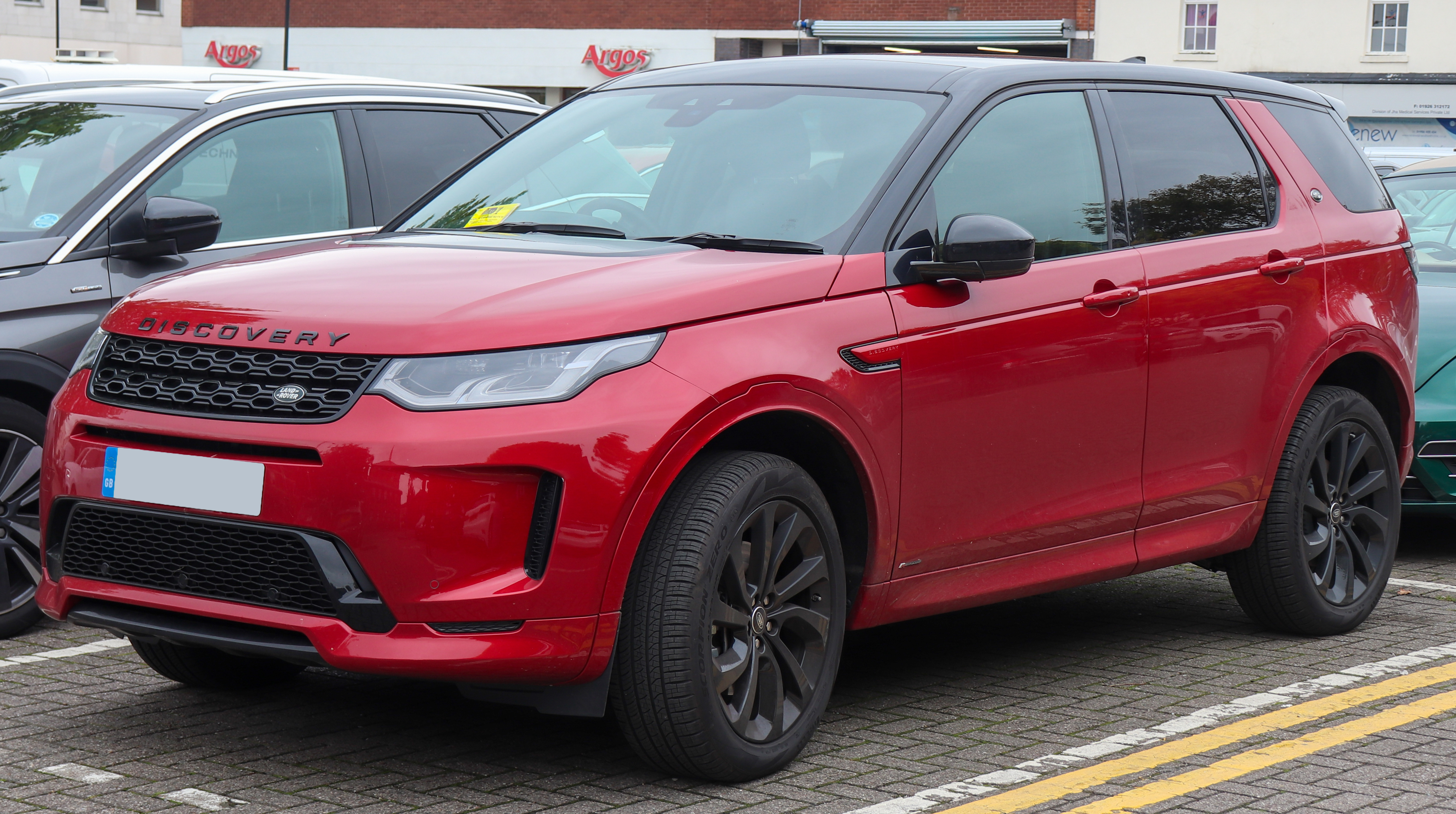
2019 Land Rover Discovery Sport R-Dynamic

O facelift de 2019 do Discovery Sport é baseado em uma nova plataforma Jaguar Land Rover Premium Architecture (PTA) compartilhada com o Jaguar E-Pace e a segunda geração do Range Rover Evoque.
O Discovery Sport chegou ao Brasil em 2015, importado da Inglaterra. Em 2016, começou a ser montado em regime CKD na fábrica de Itatiaia como modelo 2017. Ganhou o facelift em 2020.